# 越南华吸鳅
越南华吸鳅（学名：Sinogastromyzon tonkinensis）为辐鳍鱼纲鲤形目平鳍鳅科华吸鳅属的鱼类。该物种主要分布于越南以及元江水系等。该物种的模式产地在越南。种加名 tonkinensis 意为越南“东京的”。